# Jakub Hrstka
Jakub Hrstka (* 17. März 1990 in Zubří, Region Zlín, Tschechoslowakei) ist ein tschechischer Handballspieler.

## Karriere

### Im Verein
Der 1,87 Meter große und 86 Kilogramm schwere linke Außenspieler stand anfangs bei HC Gumárny Zubří unter Vertrag. Mit Zubří spielte er im EHF-Pokal (2006/07, 2010/11) und im Europapokal der Pokalsieger (2007/08, 2008/09). Im Sommer 2011 wechselte er zum slowakischen Verein HT Tatran Prešov. Mit Tatran Prešov gewann er 2012, 2013, 2014, 2015, 2016, 2017, 2018 und 2019 die slowakische Meisterschaft sowie 2012, 2013, 2014, 2015, 2016, 2017 und 2018 den slowakischen Pokal. Seit der Saison 2019/20 läuft er für den deutschen Drittligisten Dessau-Roßlauer HV auf, der im Jahr 2020 in die zweite Bundesliga aufgestiegen ist. Im Sommer 2024 kehrte er zum HC Zubří zurück.

### In Auswahlmannschaften
Jakub Hrstka stand im Aufgebot der  tschechischen Nationalmannschaft, so für die Handball-Europameisterschaft 2010. Er bestritt sein erstes Spiel für die A-Nationalmannschaft am 22. Dezember 2007 gegen die ungarische Auswahl. Er stand im Kader für die Europameisterschaft 2024 und belegte mit Tschechien den 15. Platz. Bei der Weltmeisterschaft 2025 warf er zwölf Tore in sechs Spielen und kam mit der Auswahl auf den 19. Rang.